# Маркграф Готии

Маркизат Готия на карте Франции

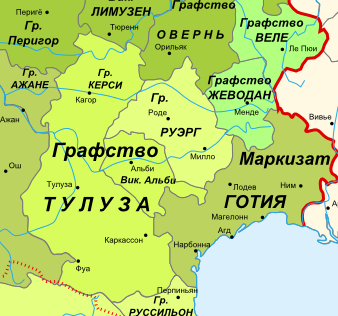
Маркизат Готия в 1030 году

Маркграф Готии (фр. Marquis de Gothie, лат. Gothiæ marchio) — титул правителя Готской марки, которая располагалась в исторической области Септимания (Южная Франция), позже вошедшей в состав Лангедока. В состав марки входили города Нарбонна, Агд, Безье, Мельгёй, Ним и Юзес. Первоначально часто использовался титул маркграф Септимании (лат. Septimaniæ marchio) или герцог Септимании (лат. dux Septimaniæ), Флодоард упоминает этот титул как принцепс Готии (лат. princeps Gothiæ или princeps Gothorum). Постепенно наименование области Септимания оказалось вытеснено наименованием Готия.

## История
Септиманская (Готская) марка была основана императором Карлом Великим в 801 году. Кроме того к югу от Пиренеев была образована Испанская марка, состоявшая из ряда графств. Вместе обе марки представляли собой рубеж для защиты Аквитанского королевства от арабов. Первым правителем Септиманской марки был назначен граф Тулузы Гильом Желонский, который фактически руководил походами против арабов. Столицей марки стала Тулуза, графы которой первоначально и носили титул маркиза Септимании. Маркграф (герцог) Септимании был главным представителем императора в регионе, непосредственно подчиняясь королю Аквитании. После того, как Гильом Желонский удалился в монастырь в 806 году, его сменил Бего Парижский, женатый на незаконной дочери Людовика Благочестивого.
Однако после смерти Карла Великого ситуация в регионе изменилась. Став императором, Людовик Благочестивый назначил королём Аквитании своего сына Пипина I, который был слишком молод и неопытен, чтобы эффективно управлять своим королевством. В 816 году восстали баски, восстание быстро перекинулось на Васконию. Для того, чтобы эффективнее подавить восстание, Людовик разделил Септиманскую марку на 2 части. Во главе Тулузской марки был поставлен Беренгер Мудрый, ставший фактически вице-королём Аквитании, а Септимания же перешла под прямой контроль императора, который назначил для управления ей графа Прованса Лейбульфа.

Владения Бернара Септиманского в 835—844 годах

После смерти Лейбульфа (в 828 году) Септимания оказалась в руках Бернара Септиманского, который владел к тому времени частью Испанской марки. Однако после участия в восстании Пипина I против императора Бернар был лишен своих владений, переданных Беренгеру Тулузскому, объединившему, таким образом, Тулузскую и Септиманскую марку, а также присоединив к ним часть Испанской марки. После смерти Беренгера его владения перешли к Бернару Септиманскому, который часто отсутствовал в своих владениях, доверяя управление областями назначенным им виконтам.
После смерти Людовика Благочестивого в 840 году снова разгорелась война между его сыновьями. Бернар, признавший своим сюзереном Пипина II Аквитанского, сына умершего Пипина I, первоначально в войне не участвовал, однако в 842 году присоединился к Пипину, воевавшего против Карла II Лысого, объявившего себя королём Аквитании. После того, как в августе 843 года Лотарь I, Людовик II Немецкий и Карл II Лысый в Вердене заключили мир (Верденский договор), по которому империя была разделена между братьями, интересы Пипина не были учтены. Септимания оказалась в королевстве Карла Лысого — кроме графства Юзес, вошедшего в королевство Лотаря. В 844 году Карл вторгся в Аквитанию. Бернар попал к нему в плен и в мае 844 года был казнен. Марка оказалась разделена между несколькими графами. Собственно Септимания оказалась подчинена графам Барселоны, а титул маркиза Септимании фактически оказался упразднён.
В 849 году на ассамблее в Нарбонне Карл II Лысый уполномочил графов Аледрама I Труаского и Изембарта Отёнского подчинить территории, поддерживавшие Пипина II Аквитанского, воевавшего против него. При этом Изембарт и Алеран получили титул «маркграф Готии». Им удалось захватить Гильома, сына Бернара Септиманского, и укрепиться в регионе, после чего титул маркграф Готии фактически оказался закреплён за графами Барселоны до мятежа Бернара Готского, объединившего в своих руках огромные владения. После подавления мятежа в 878 году владения Бернара оказались разделены. Титул маркграфа Готии получил Бернар Плантвелю, ставший в 885 году маркграфом Аквитании. После смерти Бернара титул унаследовал его сын Гильом I Благочестивый, создавший в Аквитании фактически независимое герцогство.
Однако после смерти Гильома в 918 году король Карл III Простоватый пожаловал титул графам Тулузы и Руэрга, которые фактически включили Готию в состав своих владений. Однако в XI веке титул утратил своё значение и фактически исчез, вытесненный титулом маркграфа Прованса.

## Маркграфы и герцоги Септимании
- 801—806: Гильом Желонский (ок.750 — 812), граф Тулузы 790—806, маркграф Септимании 801—806
- 806—816: Бего (ок. 755/760 — 816), граф Парижа с 811/815, граф Тулузы и маркграф Септимании ок.806—811/815
- 817—828: Лейбульф (ум. 828), граф Прованса и маркграф Септимании
- 828—832: Бернар Септиманский (ок. 795—844), маркграф Септимании 828—832, 835—843, граф Барселоны и Жероны 826—832, 835—844, граф Тулузы 835—842, граф Отёна 830—844, камергарий императора Людовика I Благочестивого
- 832—835: Беренгер Мудрый (ок.790/795 — 835), маркграф Тулузы с 816, граф Палларса и Рибагорсы 816—833, граф Барселоны, Жероны, Безалу и маркграф  Септимании с 832, граф Ампурьяса и Руссильона 832—834
- 835—844: Бернар Септиманский (вторично)

## Маркизы Готии
- 849—852: Аледрам (ум.852), граф де Труа с 820, граф Барселоны, Ампурии и Руссильона с 850, маркграф Готии с 849
- 849—852: Изембарт (815—858) (соправитель), граф Барселоны, Жероны, Ампурьяса и Руссильона 850—852, маркграф Готии 849—852, граф Отёна, Шалона, Дижона и Макона с 853
- 852—857/858: Одальрик (ум.859), маркграф Готии и граф Барселоны, Жероны, Ампурьяса и Руссильона 852—857/858
- 857/858—864: Гумфрид (Онфруа) (ум. после 876), граф Бона 856—863, Отёна, Шалона, Макона (858—863), маркграф Бургундии 858—863, Готии 858—864, граф Барселоны, Руссильона и Нарбонны 857/858 — 864, граф Ампурьяса, Жероны и Безалу 857/858 — 864, граф Тулузы и Руэрга 863—864, Лиможа 862—862, граф в Цюрихгау в 872—876
- 865—878: Бернар II Готский (ум. ок. 879) — маркграф Готии 865—878, граф Барселоны, Жероны, Русильона, Нарбонны, Агда, Безье, Мельгей и Нима 865—878, граф Пуатье 866—878, граф Отёна 877—878
- 878—886: Бернар III Плантвелю (841—886), граф Отёна 863—864, граф Роде 864—874, граф Ормуа 864—868, граф Оверни с 868, граф Руэрга, Тулузы и Лимузена с 872, граф Буржа и маркграф Готии с 878, граф Макона с 880, граф Лиона с 885, маркграф Аквитании с 885
- 886—918: Гильом I Благочестивый (860/865—918), граф Оверни, Макона, Буржа и Лиона с 886, герцог Аквитании с 893
- 918: Эд Тулузский (ум. 918), граф Тулузы с 886, граф Руэрга и Керси 872—898, маркграф Готии с 918[2]
- 918—924: Раймунд II Тулузский (ум. 923/924), граф Альби и Нима 886—918, граф Руэрга и Керси 898—906, граф Тулузы с 906 (до 918 соправитель отца), маркграф Готии с 918[2]
- 924—935/937: Эрменгол (ум. 935/937), граф Руэрга и Керси с 906, граф Альби и Нима с 918, маркграф Готии с 924
- 924—944/950: Раймунд III Понс Тулузский (ум. 944/950), граф Тулузы и маркграф Готии с 924, герцог Аквитании и граф Оверни 932—936
- 935/937—961/965: Раймунд II Руэргский (ум. 961/965), граф Руэрга и Керси, маркграф Готии с 935/937, герцог Аквитании и граф Оверни 936—950
- 944/950— до 972: Раймунд (IV) Тулузский (ум. до 972), граф Тулузы и маркграф Готии с 944/950[3]
- 961/965—1008: Раймунд III Руэргский (ум. 1008), граф Руэрга и Керси, маркграф Готии с 944/950
- до 972—972/979: Раймунд (V) Тулузский (ум. 972/979), граф Тулузы и маркграф Готии с до 972[3]
- 972/979—1037: Гильом III Тайлефер Тулузский (ум. 1037), граф Тулузы и маркграф Готии с 972/979
- 1008—1054: Гуго Руэргский (ум. 1054), граф Руэрга и Керси, маркграф Готии с 1008
- 1037—1060: Понс Тулузский (ум. 1060), граф Тулузы и маркграф Готии с 1037
- 1054—1065: Берта Руэргская (ум. 1065), графиня Руэрга и Керси, маркграфиня Готии с 1054